# Punta Leynir
La punta Leynir (in francese pointe du Leynir) è una montagna di 3.238 m s.l.m. nelle Alpi Graie (e più in dettaglio nelle Alpi della Grande Sassière e del Rutor). 

## Toponimo
Il toponimo Leynir deriva da lé (con piccola modifica fonetica - talvolta ortografato "lex", omofono con 'x' muta in francese), termine di origine celtica indicante una roccia quasi perpendicolare e liscia e nir = "nero" in patois valdostano.
La denominazione Punta del Leynir era adottata nelle vecchie tavolette IGM. Giovanni Bobba e Luigi Vaccarone nella loro Guida delle Alpi Occidentali la chiamavano Punta Vaudaletta, mentre nella cartografia tecnica della Regione Autonoma Valle d'Aosta il suo nome è Pointe du Leynir.

## Caratteristiche

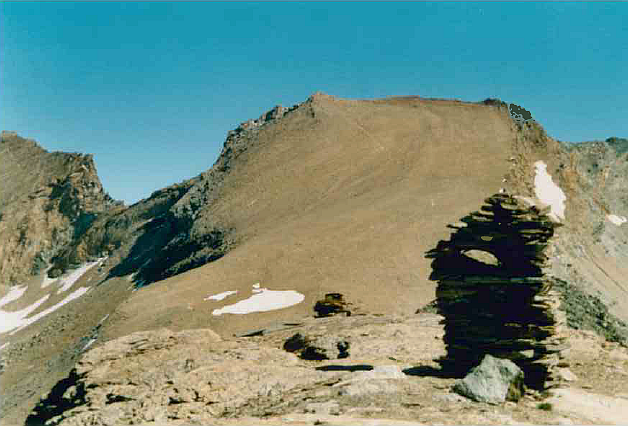
L'ometto sulla cima e, sullo sfondo, il Taou Blanc

La montagna si trova al confine tra Piemonte e Valle d'Aosta e su di essa la Valle dell'Orco converge con la Valsavarenche e la Val di Rhêmes, queste ultime entrambe tributarie dalla Dora Baltea. Il colle del Leynir (3.084 m, a nord-est) la divide dal Mont Taou Blanc, mentre a sud-ovest la cresta Orco/Valsavarenche prosegue con il Col Rosset (3.023 m) e con la Punta Rosset (3.100 m). Dalla Punta Leynir si stacca verso sud-est il crinale Orco/Val di Rhêmes, che dopo una insellatura a quota 3.112 m risale alla vicina Punta Bes (3.177 m), per poi scendere verso il Colle del Nivolet. La punta Leynir, oltre che la cima vera e propria, possiede anche una anticima collocata a sud-ovest del punto culminante e separato da quest'ultimo da circa 350 metri di cresta non difficile da percorrere. La sua prominenza topografica è di 151 m, e il punto di minimo è costituito dal Colle Leynir. La montagna, per la sua posizione, è un naturale balcone sul vicino e più imponente massiccio del Gran Paradiso.

## Salita alla vetta

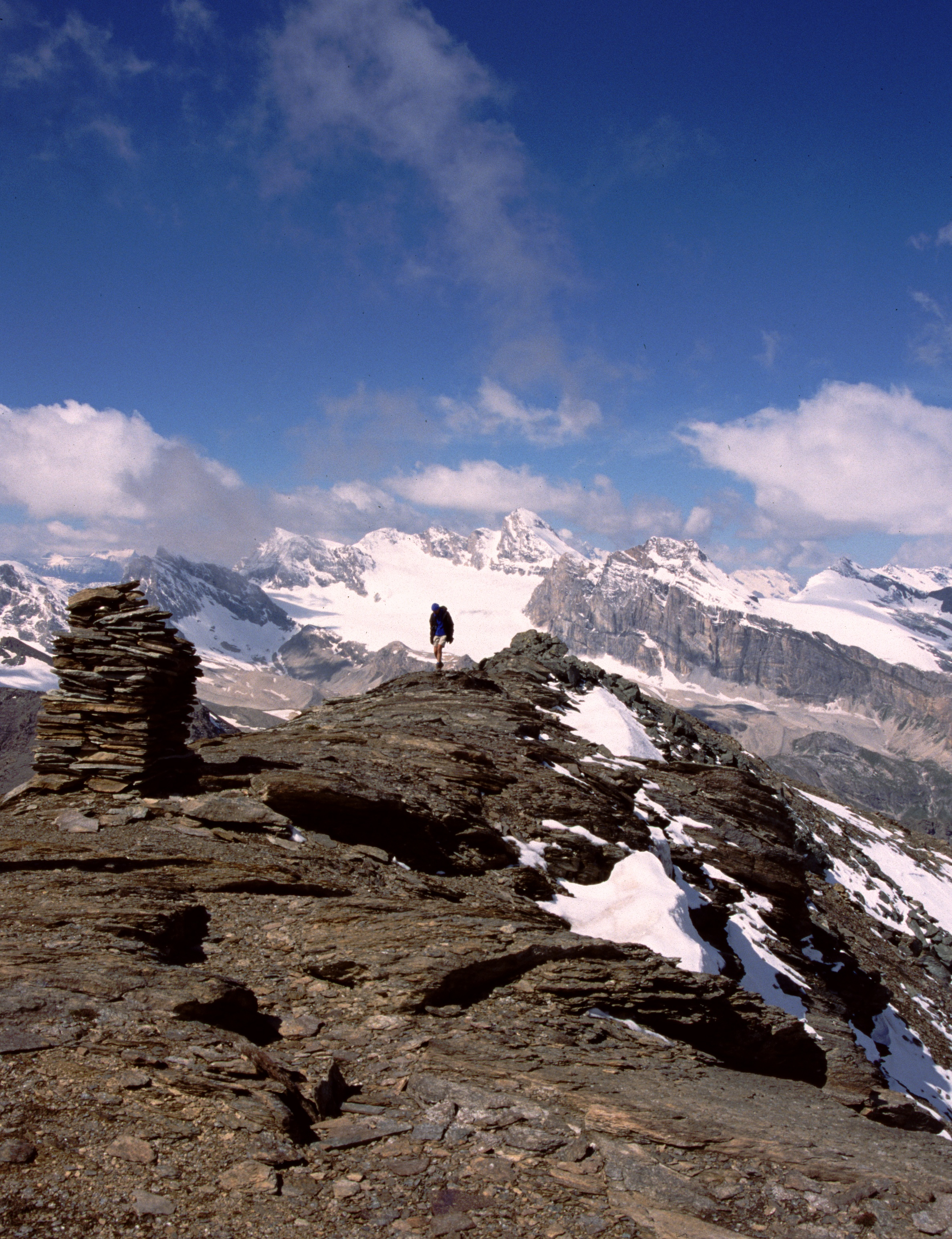
La cima della montagna

Si può salire sulla vetta partendo dal Colle del Nivolet; la difficoltà escursionistica della salita è data come EE. Assieme alla Punta Leynir viene a volta anche salita la Punta Bes. La salita scialpinistica, sempre con partenza dal colle del Nivolet, è di difficoltà BS.

## Punti di appoggio
- Rifugio città di Chivasso - 2.604 m
- Rifugio Albergo Savoia - 2.534 m

## Protezione della natura
La Punta Leynir fa parte del Parco Nazionale del Gran Paradiso.